# 鼓山路
鼓山路（Gushan Rd.）位於台湾高雄市鼓山區，為往來高雄市區以及左營區的另一條南北道路，也是哈瑪星居民進出高雄市區的主要道路。本道路共分為三個部分，起端為捷興一街近新濱碼頭，末端為左營南門圓環，可接中華一路、左營大路和城峰路。

## 行經行政區域
（由南至北）
- 鼓山區
- 左營區

## 分段
鼓山路共分為三個部分：
- 鼓山一路：南起於捷興一街口近新濱碼頭，北於鼓山一路161巷口接鼓山二路。
- 鼓山二路：南於鼓山一路161巷口接鼓山一路，北於台泥鼓山廠前接鼓山三路。
- 鼓山三路：南於台泥鼓山廠前接鼓山二路，北抵左營南門圓環接中華一路、左營大路和城峰路。

## 歷史
根據民國35年發布的高雄市街道名稱圖，原名光復路（一路、二路、三路）

## 沿線設施
（由南至北）
- 鼓山一路
  - 中華民國海軍新濱營區(1號)
  - 高雄港旅運大樓(2號)
  - 新濱町一丁目連棟紅磚街屋(7號)
  - 內政部警政署高雄港務警察局保安隊（15-2號）
  - 舊打狗驛故事館(32號)
  - 捷運/輕軌哈瑪星站
  - 台灣中油加油站南鼓山站
  - 輕軌壽山公園站
  - 高雄市政府警察局鼓山分局新濱派出所(門牌設於臨海三路2號)
  - 哈瑪星三角公園
  - 哈瑪星鐵道園文化區
    - 鐵道園區天空雲台

  - 高雄港車站 北號誌樓(歷史建築)
  - 高雄市政府警察局鼓山分局(105號)
  - 海洋委員會海巡署高雄商港安檢所(107號)
  - 鼓山海洋驛站(107號)
  - 金馬賓館當代美術館(111號)
  - 輕軌文武聖殿站

- 鼓山二路
  - 高馬北極殿(25巷26弄9號)
  - 壽山國小(37巷38弄24號)
  - 壽山國中(37巷108號)
  - 高雄韓國學校(37巷81弄43-2號)
  - 台灣電力公司高雄區營業處(39號)
  - 高雄市政府警察局鼓山分局鼓山派出所(81號)
  - 鼓山區行政中心(166號)
  - 鼓岩郵局(166-12、13號)

- 鼓山三路
  - 台灣中油加油站鼓山三路站
  - 高雄市立鼓山高級中學(門牌設於明德街3號)
  - 高雄市立圖書館鼓山分館(19-3號)
  - 龍巖冽泉(25巷61弄8號)
  - 高雄市鼓山區九如國民小學(門牌設於九如四路763號)
  - 高雄市鼓山區內惟國民小學(門牌設於內惟路73號)
  - 自強新村
  - 高雄市政府消防局左營分隊(450號)
  - 左營南門圓環

## 公車資訊
- 鼓山一路
  - 港都客運
    - 50 五福幹線 建軍站－鼓山輪渡站
    - 56 高雄火車站－壽山動物園
    - 99 香蕉棚(棧二庫棧二之一庫)－慈德堂
    - 219 加昌站－鹽埕埔

  - 南台灣客運
    - 248 建軍站－鼓山輪渡站

  - 東南客運
    - 橘1 捷運西子灣站－中山大學

- 鼓山二路
  - 港都客運
    - 56 高雄火車站－壽山動物園
    - 219 加昌站－鹽埕埔

- 鼓山三路
  - 港都客運
    - 38 左營南站－榮民總醫院
    - 219 加昌站－鹽埕埔

  - 南台灣客運
    - 紅32 捷運凹子底站－市立美術館－大榮高中

## 公共自行車
- 高雄市公共自行車租賃系統：
  - 鼓山分局新濱派出所：臨海三路2號(東側人行道)
  - 鼓山鼓山一路119巷口：鼓山一路111號(東側人行道)
  - 青海鼓山路口：青海路/鼓山三路口(東側人行道)
  - 高雄市立圖書館鼓山分館：鼓山三路19之3號(前人行道)
  - 內惟國小(鼓山三路)：鼓山三路/新疆路(東北側人行道)
  - 鼓山鼓山三路101巷口：鼓山三路/鼓山三路101巷(西側)
  - 鼓山鼓山三路209巷口：鼓山三路/鼓山三路209巷(西南側)
  - 鼓山鼓山三路153巷口：鼓山三路/鼓山三路153巷(西南側)
  - 雄峰公園(鼓山三路)：鼓山三路250號(北側人行道)
  - 桃子園鼓山三路(東南側)：桃子園路/鼓山三路(東南側)

## 相關連結
- 高雄市主要道路列表